# Merope (Zeno)
Merope ist ein vielfach vertontes Libretto zu einer Opera seria in drei Akten von Apostolo Zeno. Erstmals aufgeführt wurde es in der Vertonung von Francesco Gasparini am 9. Januar 1712 im Teatro San Cassiano in Venedig.

## Handlung

### Vorgeschichte
Apostolo Zeno stellte dem Libretto zu Merope ein längeres „Argomento“ mit der Vorgeschichte, den verwendeten historischen Quellen und der Inhaltsangabe voran, das hier nicht vollständig wiedergegeben werden kann. Der Text behandelt eine Episode aus der griechischen Mythologie um die Nachfahren des Herakles, die in dem nicht erhaltenen Schauspiel Cresphones des Euripides geschildert wurde und zu Zenos Zeiten durch die Fabulae von Gaius Iulius Hyginus (Kapitel 137) bekannt war. Zeno bezog sich außerdem auf Kommentare von Aristoteles, Plutarch und Apollodorus.
Zehn Jahre vor Beginn der Handlung lässt Polifonte durch seinen Vertrauten Anassandro den Messenischen König Cresfonte und seine Söhne ermorden und ergreift selbst die Macht. Lediglich der jüngste Sohn Epitide kann dem Massaker entgehen. Er wächst im Exil in Ätolien am Hof von König Tideo auf, wo er sich in dessen Tochter Argia verliebt. Um seine Herrschaft zu legitimieren, will Polifonte die Königswitwe Merope zur Frau nehmen. Diese verlangt allerdings eine Wartezeit von zehn Jahren, die nun vergangen ist. Argia wurde inzwischen entführt und an den Königshof nach Messene verschleppt.

### Kurzfassung
Erster Akt. Epitide kehrt in seine Heimat zurück, um den Tod seines Vaters und seiner Brüder zu rächen und seinen rechtmäßigen Anspruch auf die Herrschaft in Messenien durchzusetzen. Er tritt vorsichtshalber zunächst unter dem Pseudonym Cleone auf. Die Gegend wird zu dieser Zeit von einem wilden Eber verwüstet, und Epitide tritt an, diesen zu besiegen. Ein Orakel verheißt, dass an diesem Tag nicht nur ein Ungeheuer, sondern gleich zwei vernichtet würden und der Befreier eine „hochgeborene Sklavin“ heiraten werde. Der ätolische Botschafter Licisco droht Polifonte mit Krieg, sollte dieser nicht Prinzessin Argia unverzüglich freilassen. Außerdem verbreitet er die falsche Nachricht vom Tod Epitides, den er insgeheim unterstützt. Merope ist verzweifelt und wütend, dass sie den Mörder ihres Gatten heiraten muss. Sie beauftragt ihren Vertrauten Trasimede, Anassandro festzunehmen. Argia, die dem Orakelspruch zufolge dem Bezwinger des Ebers zur Frau gegeben werden soll, beharrt ebenfalls auf ihrem freien Willen. Polifonte trägt Anassandro auf, das Gerücht zu verbreiten, dass Merope selbst den Mord an ihrer Familie angeordnet habe.
Zweiter Akt. Epitide/Cleone hat den Eber erlegt und wird vom Volk gefeiert. Er weist eine Umarmung des Königs zurück, küsst aber die Hand seiner Mutter Merope, ohne sich dieser zu erkennen zu geben. Dies habe er in Delphi dem nach einem Räuberangriff tödlich verletzten Epitide versprochen. Merope glaubt ihm nicht. Sie hält ihn selbst für den Mörder ihres Sohnes und schwört Rache. Polifonte hingegen verspricht ihm als Lohn die Hand einer Prinzessin. Epitide weiß nicht, wie er damit umgehen soll, da er noch immer Argia liebt. Anassandro gesteht Merope den Mord an der Königsfamilie, will die Hintergründe aber nur in einer öffentlichen Verhandlung bekanntgeben. Epitide und Argia fallen sich glücklich in die Arme. Sie wird seine Tarnung vorerst aufrechterhalten. Bei der Verhandlung behauptet Anassandro, er habe die Königsfamilie auf Befehl Meropes getötet. Polifonte verurteilt sie unverzüglich zum Tod. Anassandro informiert Polifonte darüber, dass Cleone in Wirklichkeit sein Feind Epitide sei. Obwohl der König ihm dafür dankt, lässt er Anassandro ebenfalls einkerkern.
Dritter Akt. Polifonte fordert Argia auf, Cleones wahre Identität vor Merope geheim zu halten. Sie würde ihm sonst wie ihren anderen Söhnen nach dem Leben trachten. Anschließend bereitet er Anassandros Hinrichtung vor. Diese wird jedoch von Licisco unterbrochen, da Anassandro ihm gegenüber seine Lügen zugibt und Licisco ihn als Zeugen braucht. Merope soll auf Anordnung Polifontes selbst die Strafe für den vermeintlichen Mörder ihres Sohnes festlegen. Sie lässt Cleone/Epitide kommen, um ihn zur Rede zu stellen, und befiehlt Trasimede, ihn zu töten, sobald er ihr Zimmer wieder verlässt. Epitide gibt sich seiner Mutter zu erkennen. Da sie ihm nicht glaubt, lässt er Argia hinzuholen. Diese verleugnet ihn jedoch, da sie Merope nicht traut. Er verlässt verzweifelt den Raum. Merope teilt Argia mit, dass Trasimede ihn in diesem Moment töten würde. Jetzt bleibt Argia nichts anderes übrig, als die Wahrheit zu offenbaren. Merope will die Hinrichtung im letzten Augenblick verhindern, wird aber von Polifonte aufgehalten, der ihr höhnisch zuruft, dass sie gerade ihren eigenen Sohn getötet habe. Zu ihrer eigenen Hinrichtung soll Merope an die Leiche ihres Sohnes gekettet werden. Dieser erweist sich jedoch als quicklebendig, da Licisco ihn gerettet hat. Anassandro offenbart die wahren Hintergründe des Massakers. Epitide ergreift die Macht und verurteilt Polifonte. Anassandros Strafe wird abgemildert. Alle feiern die Erfüllung des Orakels.

### Erster Akt
Platz in Messene mit einem Thron; im Hintergrund ein großer Tempel mit verschlossenen Türen; die gesamte Szene ist mit Kränzen und Laub von Pappeln geschmückt, der dem Herakles geweihten Pflanze
Szene 1. Epitide, Sohn des ermordeten Königs Cresfonte und der Königin Merope, beklagt sein Schicksal. Nach dem Tod seines Vaters und seiner Brüder hatte er als einziger Überlebender ins Exil fliehen müssen, während Polifonte die Macht an sich riss. Jetzt ist er unter dem falschen Namen Cleone in seine Heimat zurückgekehrt, um den Tod seines Vaters zu rächen (Arie Epitide: „Padre, e Nume, Alcide invitto“).
Szene 2. Trasimede und weitere Einwohner Messenes flehen den Götzen um Beistand an (Chor: „Su su Messeni“), da ein wilder und offenbar unbesiegbarer Eber den Landstrich verwüstet.
Szene 3. König Polifonte tritt mit seinem Gefolge aus dem Tempel und nimmt auf dem Thron Platz. Er verkündet, dass der Himmel die Opfer angenommen habe, und übergibt Trasimede den geschriebenen Orakelspruch. Trasimede liest vor: „Messene hat zwei Ungeheuer. Beide werden heute fallen, das eine durch Tugend, das andere durch Wut. Bald werden die hochgeborene Sklavin und der fromme Befreier im heiligen Bund vereint sein.“ Polifonte fordert die Anwesenden auf, den Kampf gegen den Eber zu wagen. Da tritt Epitide vor. Er will allein und unbewaffnet gegen das Ungeheuer antreten, ohne einen anderen Lohn als die Rettung des Volkes zu erwarten (Arie Epitide: „Furie superbe“).
Szene 4. Polifonte bittet Trasimede, die Königin auf die zeremonielle Hochzeit vorzubereiten, die noch heute stattfinden soll.
Szene 5. Der ätolische Botschafter Licisco überreicht Polifonte einen Brief seines Königs Tideo, in dem dieser sich darüber beschwert, dass Polifonte seine Tochter Argia entführt habe. Sollte sie nicht unverzüglich freigelassen werden, werde er Messene den Krieg erklären. Außerdem informiert ihn Licisco über den angeblichen Tod Epitides. Polifonte zeigt geheuchelte Trauer über diese Nachricht (Arie Polifonte: „Non ascolto che furori“).
Szene 6. Licisco weiß genau, dass Epitide noch lebt, denn er ist mit ihm verbündet und will ihm helfen, den Tyrannen zu stürzen und sein rechtmäßiges Erbe anzutreten (Arie Licisco: „Se ogn’or con la virtù si unisse il fato“).
Gemächer Polifontes in einer Villa mit Geheimtür
Szene 7. Merope ist verzweifelt, dass sie den Mörder ihres Gatten und ihrer Söhne heiraten soll (Arie Merope: „Vedrassi nel suo nido“).
Szene 8. Trasimede rät Merope, ihren Schmerz zu überwinden und gemeinsam mit Polifonte zu herrschen. Sie erinnert ihn an die Treue, die er ihr einst geschworen hat, und fordert ihn auf, Polifontes schurkenhaften Handlanger Anassandro aufzuspüren und festzunehmen (Arie Merope: „Antri romiti, e foschi“ – Arie Trasimede: „Quanto può zelo e fe“).
Szene 9. Argia teilt Meropes Aussicht auf eine erzwungene Ehe. Sie soll auf Geheiß des Orakels den Bezwinger des Ebers heiraten, obwohl sie sich geschworen hat, ihrem Geliebten Epitide treu zu bleiben. Sie ahnt nicht, dass es sich bei dem vermeintlichen Cleone um diesen selbst handelt.
Szene 10. Argia beharrt auch Polifonte gegenüber auf ihrem festen Willen, ihren Gatten selbst zu wählen (Arie Argia: „Arder voglio a quella face“).
Szene 11. Auch Merope zeigt Polifonte offen ihren Abscheu. Der Tyrann streitet jede Schuld an der Ermordung ihrer Familie ab. Dies sei die Tat ihres eigenen Dieners Anassandro gewesen. Merope weiß jedoch, dass Anassandro lediglich Polifontes „Werkzeug“ war. Sie ruft die Furien, Hass, Tod und Wut zu Zeugen ihrer Vermählung an (Arie Merope: „D’ira e di ferro armata“).
Szene 12. Polifonte schickt die Wachen fort, schließt die Zimmertür ab und öffnet eine Geheimtür zu einer Kammer, in der sich Anassandro versteckt gehalten hat. Er beauftragt ihn, die Königin öffentlich des Mordes an ihrer Familie zu beschuldigen (Arie Polifonte: „Penso, e non ho mercede“).
Szene 13. Anassandro lässt die letzten Reste seines Gewissens fahren (Arie Anassandro: „Partite dal mio sen“).

### Zweiter Akt
Gebirgsgegend mit Felsen oben, einer Höhle in der Mitte und einem prächtigen Palast unten
Szene 1. Polifonte teilt Licisco mit, dass er Argia dem Bezwinger des Ebers zur Frau geben will.
Szene 2. Merope verlangt von Polifonte und Licisco Auskunft über das Schicksal ihres Sohnes Epitide. Beide lassen sie in dem Glauben, dass er tot sei. Polifonte gibt ihr zudem die Schuld am Tod ihrer Kinder.
Platz von Messene
Szene 3. Nach seinem Sieg über den Eber wird Epitide feierlich vom Volk empfangen. Eine freundschaftliche Umarmung Polifontes weist er mit einer Ausrede zurück. Meropes Hand küsst er jedoch. Diese wird bei seinem Anblick von einer ungewohnten Erregung ergriffen, die sie sich nicht erklären kann. Epitide behauptet, er heiße Cleone und sei in Delphi auf einen von Räubern schwer verletzten Jüngling getroffen. Der habe ihn vor seinem Tod gebeten, seine Besitztümer Polifonte und Merope zu bringen und letztere in seinem Namen zu küssen. Merope glaubt, es habe sich um ihren Sohn gehandelt, und Cleone habe diesen selbst ermordet. Sie schwört ihm Rache (Arie Merope: „Con il figlio sventurato“).
Szene 4. Epitide zeigt sich verwundert darüber, dass Merope so wütend über den Tod des einen Sohnes ist, obwohl sie doch selbst ihre übrige Familie ermordet haben soll. Polifonte erklärt dies damit, dass Frauen das Lügen sehr leicht falle. Außerdem verspricht er ihm zur Belohnung für seine Verdienste die Hand einer Prinzessin. Die Hochzeit soll noch am selben Tag stattfinden (Arie Polifonte: „Se vaga sia“).
Szene 5. Epitide weiß nicht, wie er auf diese Nachricht reagieren soll, da er nur Argia liebt. Licisco beruhigt ihn: Bei der versprochenen Braut handele es sich um dieselbe. Er erinnert Epitide außerdem an das Schicksal seiner Familie und die Gefahr, die ihm weiterhin droht (Arie Epitide: „Mi piace, che ti accenda“).
Szene 6. Epitide fühlt sich von den widersprüchlichen Gefühlen der Liebe und des Rachedursts hin- und hergerissen (Arie Epitide: „Se pensar potessi ogn’ora“).
Hof
Szene 7. Merope fleht Polifonte an, Cleone für den vermeintlichen Mord an ihrem Sohn zu bestrafen. Dafür ist sie sogar bereit, in die Ehe mit ihm einzuwilligen. Polifonte lehnt ab. Er hat kein Interesse mehr an ihr, und Cleone gilt als neuer Held Messeniens.
Szene 8. Trasimede berichtet Merope von der Festnahme Anassandros.
Szene 9. Anassandro wird in Ketten vorgeführt. Er leugnet seine Taten nicht, will die Hintergründe aber nur der Öffentlichkeit bekennen (Duett Trasimede/Anassandro: „Vanne a la pena, ò perfido“).
Szene 10. Trasimede unternimmt einen Versuch, Merope seine Liebe zu gestehen. Ihr stolzes Verhalten hält ihn davon ab (Arie Trasimede: „Basti così“).
Szene 11. Merope hat Trasimede durchaus verstanden. Ihre Gedanken gelten jedoch derzeit nur der Trauer und der Rache (Arie Merope: „Lo sdegno placherò“).
Saal mit einem Thron und Sitzen
Szene 12. Licosco offenbart Argia Cleones wahre Identität, und die Liebenden können sich endlich wieder in die Arme fallen. Licosco bittet sie, seine Tarnung noch nicht aufzudecken
Szene 13. Licosco mahnt auch Epitide zur Vorsicht.
Szene 14. Merope, Trasimede, Licisco und Polifonte treffen ein. Die Königin beschwert sich bei Polifonte über die falschen Anschuldigungen Anassandros. Polifonte legt die Krone auf den Thron und weist darauf hin, dass hier Aussage gegen Aussage stehe. Dem Gesetz zufolge gebühre die Krone dem Schuldlosen, der Tod hingegen dem Schuldigen. Merope hofft, dass die Gerechtigkeit siegen wird (Arie Merope: „Fate voi, che il ver s’intenda“).
Szene 15. Anassandro wird in Ketten hereingeführt. Er bekennt öffentlich, Cresfonte und seine Söhne getötet zu haben, doch sei dies auf Befehl Meropes geschehen. Das reicht Polifonte als Beweis. Er lässt Merope festnehmen, ergreift die Krone und geht ab. Merope ist erschüttert (Arie Merope: „Un labbro un core non v’è“).
Szene 16. Epitide ruft das Volk auf, Mitgefühl für die verurteilte Königin zu zeigen und stichhaltigere Beweise für ihre Schuld einzufordern als nur die Anklage eines Verräters. Anassandro warnt Polifonte vor dem vermeintlichen Cleone, der in Wirklichkeit sein größter Feind Epitide sei. Polifonte verspricht Anassandro eine würdige Belohnung für seine Treue, lässt ihn dann aber einkerkern. Trotz seines drohenden Todes genießt Anassandro seine Freveltaten, die ihn im Gedächtnis der Menschen unsterblich machen werden. Polifonte hingegen will mit ihm kein Risiko eingehen (Arie Polifonte: „Nel mar così funesta“).

### Dritter Akt
Ein Teil der königlichen Gärten mit einem großen einzeln stehenden Baum
Szene 1. Polifonte teilt Argia mit, dass er über die wahre Identität Cleones Bescheid weiß. Er bittet sie, seiner Mutter nichts davon zu sagen, da diese ihm sonst wie schon seinen Brüdern und seinem Vater nach dem Leben trachten würde. Argia glaubt ihm.
Szene 2. Polifonte lässt Anassandro an einen Baum fesseln und befiehlt seinen Bogenschützen, ihn zu töten (Arie Polifonte: „De’ vostri dardi“).
Szene 3. Anassandro offenbart Licisco, dass er im Auftrag Polifontes gehandelt habe und Merope unschuldig sei. Damit die Hintergründe aufgeklärt werden können, verschiebt Licisco die Exekution und lässt Anassandro losbinden.
Szene 4. Licisco sorgt sich um Merope und Epitide (Arie Licisco: „Torbido nembo freme“).
Gemächer Meropes
Szene 5. Merope hat einen Brief Polifontes erhalten, in dem dieser ihr Cleone ausliefert. Sie selbst soll die Strafe für den angeblichen Mörder ihres Sohnes wählen. Sie fordert Trasimede auf, ihn zu holen und zu töten, sobald er ihr Zimmer wieder verlässt (Arie Trasimede: „Occhi amati, io partirò“).
Szene 6. Merope konfrontiert Epitide mit seinen angeblichen Taten. Der kann nun nicht länger schweigen und gibt sich seiner Mutter zu erkennen. Da sie ihm keinen Glauben schenkt, bittet er sie, Argia hinzuzuholen, die seine Aussagen bestätigen werde (Duett Epitide/Merope: „Quando in me ritroverai“).
Szene 7. Argia verleugnet Epitide, da sie Polifontes Warnung vor seiner angeblich mörderischen Mutter Glauben schenkt und ihn nicht in Gefahr bringen will. Epitide geht verzweifelt ab (Arie Epitide: „Sposa non mi conosci“).
Szene 8. Merope teilt Argia mit, dass Cleone, der Mörder Epitides, in diesem Augenblick hingerichtet werde. Um dies zu verhindern, bestätigt Argia nun, dass Cleone selbst Epitide ist. Merope will hinauseilen, um Trasimede von der Tat abzuhalten. Sie wird jedoch von Polifonte aufgehalten.
Szene 9. Merope wirft Polifonte seine Täuschung vor.
Szene 10. Trasimede kehrt zurück und verkündet, dass er ihren Befehl ausgeführt habe. Merope sucht vergeblich Trost bei Argia, die empört das Zimmer verlässt. Polifonte ruft ihr höhnisch zu, dass sie ihren eigenen Sohn getötet habe, und geht ebenfalls.
Szene 11. Allein zurückgeblieben, überlässt sich Merope ihrem Schmerz (Merope: „Il colpo, che attendo“ – „Ombra amorosa anch’io“).
Königlicher Salon, der mit der Mitte durch einen großen Vorhang geschlossen ist
Szene 12. Polifonte bereitet Licisco darauf vor, dass er gleich sehen werde, wie Gerechtigkeit ausgeübt wird.
Szene 13. Polifonte teilt Merope mit, dass Epitide hinter dem Vorhang aufgebahrt sei. Sie soll zu ihrer eigenen Hinrichtung an seine Leiche gekettet werden.
Szene 13 „ultima“. Auf einen Wink Polifontes wird der Vorhang geöffnet und der Rest des Salons sichtbar. Darin befinden sich der von Licisco gerettete Epitide, Argia und Anassandro mitsamt einer Gruppe von Messeniern und Soldaten. Epitide deckt Polifontes Verbrechen auf, die Anassandro als Kronzeuge bestätigt. Als rechtmäßiger König verurteilt er Polifonte zum Tode und lässt ihn abführen. Anassandros Todesurteil hingegen wird in eine Verbannung abgemildert. Die übrigen feiern Epitides Rückkehr. Er hat den Spruch des Orakels erfüllt und das Land von beiden Ungeheuern befreit (Chor „Dopo l’orribile“).

## Werkgeschichte
Das auf der griechischen Mythologie beruhende Sujet über die Messenische Königin Merope, ihren Sohn Aipytos (Epitide) und den Thronräuber Polyphontes (Polifonte) wurde im 18. und 19. Jahrhundert vielfach literarisch und musikalisch verarbeitet. Am beliebtesten war die hier beschriebene und erstmals 1712 vertonte Fassung von Apostolo Zeno, die Zeno selbst als „eines seiner am wenigsten schlechten Dramen“ bezeichnete. Eine Besonderheit im Gegensatz zu anderen vielfach vertonten Libretti dieser Zeit ist, dass große Teile der originalen Rezitative auch in späten Umarbeitungen noch verwendet wurden.
Nur ein Jahr später (1713) schrieb Scipione Maffei ein gleichnamiges Schauspiel, das ebenfalls einige Male zur Vorlage für Opern diente. In diesen Versionen erfährt der nun Egisto genannte Aipytos erst am Ende des Stücks seine wahre Identität, wenn er mit seiner Mutter vereint wird. Polyphontes lässt Merope die Wahl zwischen der Ehe mit ihm und der Hinrichtung ihres Sohnes. Egisto wird jedoch gerettet und kann Polyphontes töten. Opern dieser Variante stammen beispielsweise von Carl Heinrich Graun (Berlin 1756; Libretto: Giampietro Tagliazucchi und Friedrich der Große), Sebastiano Nasolini (Venedig 1796; Libretto: Mattia Botturini) oder Giovanni Pacini (Neapel 1847; Libretto: Salvadore Cammarano).

## Vertonungen
Folgende Komponisten vertonten dieses Libretto:
| Komponist                               | Uraufführung                                           | Aufführungsort | Anmerkungen |  |
| --------------------------------------- | ------------------------------------------------------ | -------------- | --- |  |
| Francesco Gasparini                     | 9. Januar 1712, Teatro San Cassiano                    | Venedig        | am 25. Februar 1713 im Teatro Cocomero in Florenz |  |
| Anonym                                  | 6. Januar 1715, Teatro Regio Ducale                    | Mailand        | |  |
| Andrea Stefano Fiorè                    | 1. Februar 1716, Teatro Carignano                      | Turin          | |  |
| Anonym                                  | 1. Oktober 1716, großer Saal des königlichen Palasts   | Neapel         | |  |
| Giuseppe Maria Orlandini                | 24. Oktober 1717, Teatro Formagliari                   | Bologna        | am 1. Januar 1719 im Teater Recanati |  |
| Luca Antonio Predieri                   | 1718, Teatro San Sebastiano                            | Livorno        | Libretto bearbeitet von Pietro Pariati; am 30. Januar 1726 als La tirannide vendicata im Publico Teatro in Pesaro                                                                                    |  |
| Pietro Torri                            | 12. Oktober 1719, Hoftheater                           | München        | Wiederaufnahme am 24. Januar 1723 |  |
| Antonio Maria Bononcini                 | Karneval 1721, Teatro della Pace                       | Rom            | |  |
| Anonym                                  | 18. Januar 1727, Teatro de’ Nobili                     | Perugia        | |  |
| Anonym                                  | Sommer 1727                                            | Kremsier       | |  |
| Anonym                                  | 1728                                                   | Breslau        | |  |
| Anonym                                  | 1729, Theater                                          | Karlsruhe      | |  |
| Anonym                                  | 26.? Dezember 1729, Teatro della Pergola               | Florenz        | |  |
| Tomaso Albinoni                         | Herbst 1731, Theater des Grafen Franz Anton von Sporck | Prag           | |  |
| Riccardo Broschi                        | Karneval 1732, Teatro Regio                            | Turin          | im Herbst 1733 im Theater von Lucca; 1737 im Theater des Schlosses von Jarmeritz; im Januar 1737 im King’s Theatre am Haymarket in London                                                            |  |
| Geminiano Giacomelli                    | 20. Februar 1734, Teatro San Giovanni Crisostomo       | Venedig        | Starbesetzung mit Farinelli als Epitide, Caffarelli als Trasimede, Lucia Facchinelli als Merope und Francesco Tolve als Polifonte                                                                    |  |
| Antonio Vivaldi → L’oracolo in Messenia | 28. oder 30. Dezember 1737, Teatro Sant’Angelo         | Venedig        | als L’oracolo in Messenia; Karneval 1742 überarbeitet im Theater am Kärntnertor in Wien |  |
| Giuseppe Ferdinando Brivio              | 26. Dezember 1738, Teatro Regio Ducale                 | Mailand        | |  |
| Anonym                                  | 1739, Teatro Condes                                    | Lissabon       | |  |
| Giuseppe Scarlatti                      | 23. Januar 1740, Teatro Capranica                      | Rom            | auch am 4. November 1755 im Teatro San Carlo in Neapel |  |
| Niccolò Jommelli                        | 26. Dezember 1741, Teatro San Giovanni Crisostomo      | Venedig        | Winter 1747 im Teatro di Santa Cecilia in Palermo; 1749 im Teatro Privilegiato in Wien; am 4. Dezember 1751 im Theater in Barcelona; am 16. Januar 1753 im Teatro del Sole in Pesaro                 |  |
| Domènech Terradellas                    | 3. Januar 1743, Teatro delle Dame                      | Rom            | Karneval 1744 im Teatro San Sebastiano in Livorno; Frühjahr 1744 im Teater von Corneto (Tarquinia); Karneval 1747 im Teatro La Fenice in Ancona                                                      |  |
| Anonym                                  | 11. Februar 1743, Teatro della Pergola                 | Florenz        | |  |
| Davide Perez                            | Karneval 1744, Teatro Falcone                          | Genua          | am 19. November 1750 im Teatro San Giovanni Crisostomo in Venedig; am 26. Dezember 1752 im Hoftheater in Modena; Herbst 1753 im Teatro Solerio in Alessandria; Karneval 1757 im Hoftheater in Mantua |  |
| Anonym                                  | Karneval 1745, Teatro dell’Accademia dei Remoti        | Faenza         | |  |
| Anonym                                  | 27. Januar 1745, Teatro Formagliari                    | Bologna        | |  |
| Anonym                                  | 26. Dezember 1745, Teatro Bonacossi                    | Ferrara        | |  |
| Anonym (Pasticcio)                      | Karneval 1746, Teatro Sant’Agostino                    | Genua          | |  |
| Paolo Scalabrini (Pasticcio)            | 8. Februar 1747, Oper am Gänsemarkt                    | Hamburg        | um 1747 in Dresden |  |
| Gioacchino Cocchi                       | 20. Januar 1748, Teatro San Carlo                      | Neapel         | |  |
| Anonym                                  | 26. Dezember 1749, Teatro della Pergola                | Florenz        | |  |
| Matteo Capranica                        | 6. Januar 1751, Teatro Argentina                       | Rom            | |  |
| Florian Leopold Gassmann                | Karneval 1757, Teatro San Moisè                        | Venedig        | |  |
| Anonym                                  | 26. Dezember 1757, Teatro della Pergola                | Florenz        | |  |
| Gregorio Sciroli                        | Januar 1761, Teatro Regio Ducale                       | Mailand        | |  |
| Gaetano Latilla                         | Karneval 1763, Teatro San Benedetto                    | Venedig        | |  |
| Anonym                                  | Karneval 1763, Teatro Filarmonico                      | Verona         | |  |
| Anonym                                  | 31. Januar 1767, neues Privattheater eines Adligen     | Cremona        | |  |
| Giovanni Battista Borghi                | Karneval 1768, Teatro delle Dame                       | Rom            | |  |
| Anonym                                  | Oktobermesse 1768, Teatro Solerio                      | Alessandria    | |  |
| Nicola Sala                             | 13. August 1769, Teatro San Carlo                      | Neapel         | |  |
| Giacomo Insanguine                      | 26. Dezember 1772, Teatro San Benedetto                | Venedig        | |  |
| Pietro Alessandro Guglielmi             | 26. Dezember 1774, Teatro Regio                        | Turin          | |  |
| Vincenzo Righini                        | 1776, königliches Theater                              | Prag           | |  |
| Tommaso Traetta                         | 27. Januar 1776, Teatro Regio Ducale                   | Mailand        | |  |

## Aufnahmen und Aufführungen in neuerer Zeit
- Riccardo Broschi
  - 2019: Aufführung bei den Innsbrucker Festwochen der Alten Musik.
 Alessandro De Marchi Dirigent, Sigrid T’Hooft (Regie und Choreografie), Stephan Dietrich (Bühnenbild und Kostüme).
 Daniele Berardi (Polifonte, Szene), Carlo Allemano (Polifonte, Stimme), Anna Bonitatibus (Merope), David Hansen (Epitide), Arianna Vendittelli (Argia), Hagen Matzeit (Licisco), Vivica Genaux (Trasimede) und Filippo Mineccia (Anassandro).[35][36]
- Geminiano Giacomelli
  - 5. Februar 2022 – Aufführung im Concertgebouw Amsterdam, Radioübertragung auf NPO Radio 4.
 Andrea Marcon (Dirigent), La Cetra Barockorchester Basel.
 Wassilissa Berschanskaja (Trasimede), Magdalena Kožená (Merope), Rachele Raggiotti (Anassandro), Beth Taylor (Argia), Kangmin Justin Kim (Epitide), Carlo Vistoli (Licisco) und Juan Sancho (Polifonte).[37]
- Domènech Terradellas
  - 2008: Domènec Terradellas: ¡Furor! Arien und Ouvertüren aus „Merope“, „Artaserse“ und „Sesostri“.
 Stefano Demicheli (Dirigent), Dolce & Tempesta, Maria Grazia Schiavo (Sopran).
 Fuga Libera/Note 1 FUG 551 (CD).[38]
  - 2012: Juan Bautista Otero, Isidoro Olmo Castillo: Merope. Ausgabe der Partitur im Rahmen einer Terradellas-Trilogie mit den Opern Artaserse, Sesostri und Merope. RCOC Editorial, Barcelona 2012.[39][38]
- Antonio Vivaldi
  - 8. Dezember 2011 – Fabio Biondi (Dirigent), Europa Galante.
 Magnus Staveland (Polifonte), Ann Hallenberg (Merope), Laura Polverelli (Epitide), Romina Basso (Elmira), Julia Lezhneva (Trasimede), Xavier Sabata (Anassandro), Franziska Gottwald (Licisco).
 Live vom Opera Rara Festival in Krakau; Rekonstruktion der Wiener Fassung von 1742 mit Musik von Antonio Vivaldi, Geminiano Giacomelli, Riccardo Broschi und Johann Adolph Hasse.
 Radioübertragung auf BR-Klassik am 28. Februar 2012.
  - 13.–15. Januar 2012 – Fabio Biondi (Dirigent), Europa Galante.
 Magnus Staveland (Polifonte), Ann Hallenberg (Merope), Vivica Genaux (Epitide), Romina Basso (Elmira), Julia Lezhneva (Trasimede), Xavier Sabata (Anassandro), Franziska Gottwald (Licisco).
 Live aus dem Wiener Konzerthaus; Rekonstruktion der Wiener Fassung von 1742 mit Musik von Antonio Vivaldi, Geminiano Giacomelli, Riccardo Broschi und Johann Adolph Hasse.
 Erato/Warner Classics 50999 6025472 6 (2 CDs).[40]

## Digitalisate
1. ↑  Francesco Gasparini: Merope. Libretto (italienisch), Venedig 1712. Digitalisat der Library of Congress.
2. ↑  Anonym: Merope. Libretto (italienisch), Mailand 1715. Digitalisat im Corago-Informationssystem der Universität Bologna.
3. ↑  Andrea Stefano Fiorè: Merope. Libretto (italienisch), Turin 1716. Digitalisat im Museo internazionale e biblioteca della musica di Bologna.
4. ↑  Anonym: Merope. Libretto (italienisch), Neapel 1716. Digitalisat im Corago-Informationssystem der Universität Bologna.
5. ↑  Giuseppe Maria Orlandini: Merope. Libretto (italienisch), Bologna 1717. Digitalisat der Library of Congress.
6. ↑  Luca Antonio Predieri: Merope. Libretto (italienisch), Livorno 1718. Digitalisat der Biblioteca Nazionale Centrale di Firenze.
7. ↑  Pietro Torri: Merope. Libretto (italienisch), München 1719. Digitalisat des Münchener Digitalisierungszentrums.
8. ↑  Merope (Torri, Pietro): Noten und Audiodateien im International Music Score Library Project.
9. ↑  Antonio Maria Bononcini: Merope. Libretto (italienisch), Rom 1721. Digitalisat im Internet Archive.
10. ↑  Merope (Bononcini, Antonio Maria): Noten und Audiodateien im International Music Score Library Project.
11. ↑  Anonym: Merope. Libretto (italienisch), Olmütz 1727. Digitalisat bei HathiTrust.
12. ↑  Anonym: Merope. Libretto (italienisch), Florenz 1730. Digitalisat der Biblioteca Nazionale Centrale di Firenze.
13. ↑  Tomaso Albinoni: Merope. Libretto (italienisch/deutsch), Prag 1731. Digitalisat bei Google Books.
14. ↑  Riccardo Broschi: Merope. Libretto (italienisch), Turin 1732. Digitalisat bei Google Books.
15. ↑  Geminiano Giacomelli: Merope. Libretto (italienisch), Venedig 1734. Digitalisat der Library of Congress.
16. ↑  Merope (Giacomelli, Geminiano): Noten und Audiodateien im International Music Score Library Project.
17. ↑  Antonio Vivaldi: L’oracolo in Messenia. Libretto (italienisch), Venedig 1738. Digitalisat der Library of Congress
18. ↑  Antonio Vivaldi: L’oracolo in Messenia. Libretto (italienisch), Wien 1742. Digitalisat der Österreichischen Nationalbibliothek
19. ↑  Oracolo in Messenia, RV 726 (Vivaldi, Antonio): Noten und Audiodateien im International Music Score Library Project.
20. ↑  Giuseppe Ferdinando Brivio: Merope. Libretto (italienisch), Mailand 1738. Digitalisat im Museo internazionale e biblioteca della musica di Bologna.
21. ↑  Giuseppe Scarlatti: Merope. Libretto (italienisch), Rom 1740. Digitalisat im Internet Archive.
22. ↑  Niccolò Jommelli: Merope. Libretto (italienisch), Venedig 1742. Digitalisat der Library of Congress.
23. ↑  Merope (Jommelli, Niccolò): Noten und Audiodateien im International Music Score Library Project.
24. ↑  Domènech Terradellas: Merope. Libretto (italienisch), Rom 1743. Digitalisat im Internet Archive.
25. ↑  Merope (Terradellas, Domingo): Noten und Audiodateien im International Music Score Library Project.
26. ↑  Anonym: Merope. Libretto (italienisch), Florenz 1743. Digitalisat bei Google Books.
27. ↑  Davide Perez: Merope. Libretto (italienisch), Venedig 1750. Digitalisat der Library of Congress.
28. ↑  Anonym: Merope. Libretto (italienisch), Bologna 1745. Digitalisat der Universitätsbibliothek Erlangen-Nürnberg.
29. ↑  Anonym: Merope. Libretto (italienisch), Ferrara 1746. Digitalisat der Biblioteca Nazionale Braidense.
30. ↑  Paolo Scalabrini: Merope. Libretto (italienisch/deutsch), Dresden um 1747. Digitalisat der Staats- und Universitätsbibliothek Dresden.
31. ↑  Gioacchino Cocchi: Merope. Libretto (italienisch), Neapel 1748. Digitalisat im Portal Internet Culturale.
32. ↑  Anonym: Merope. Libretto (italienisch), Florenz 1750. Digitalisat im Museo internazionale e biblioteca della musica di Bologna.
33. ↑  Matteo Capranica: Merope. Libretto (italienisch), Rom 1751. Digitalisat im Internet Archive.
34. ↑  Florian Leopold Gassmann: Merope. Libretto (italienisch), Venedig 1757. Digitalisat der Library of Congress.
35. ↑  Gregorio Sciroli: Merope. Libretto (italienisch), Mailand 1761. Digitalisat bei Google Books.
36. ↑  Gaetano Latilla: Merope. Libretto (italienisch), Venedig 1763. Digitalisat der Biblioteca Nazionale Braidense.
37. ↑  Merope (Latilla, Gaetano): Noten und Audiodateien im International Music Score Library Project.
38. ↑  Giovanni Battista Borghi: Merope. Libretto (italienisch), Rom 1768. Digitalisat im Museo internazionale e biblioteca della musica di Bologna.
39. ↑  Anonym: Merope. Libretto (italienisch), Alessandria 1768. Digitalisat bei HathiTrust.
40. ↑  Nicola Sala: Merope. Libretto (italienisch), Neapel 1769. Digitalisat im Internet Archive.
41. ↑  La Merope (Sala, Nicola): Noten und Audiodateien im International Music Score Library Project.
42. ↑  Giacomo Insanguine: Merope. Libretto (italienisch), Venedig 1772. Digitalisat der Library of Congress.
43. ↑  Pietro Alessandro Guglielmi: Merope. Libretto (italienisch), Turin 1774. Digitalisat des Münchener Digitalisierungszentrums.
44. ↑  Vincenzo Righini: Merope. Libretto (italienisch/deutsch), Prag 1776. Digitalisat bei Google Books.
45. ↑  Tommaso Traetta: Merope. Libretto (italienisch), Mailand 1776. Digitalisat im Internet Archive.